# Hapda
Hapda là một chi bướm đêm thuộc họ Erebidae.